# آفریقای جنوب غربی آلمان
آفریقای جنوب غربی آلمان (به آلمانی: Deutsch-Südwestafrika) سرزمینی بود که میان سال‌های ۱۸۸۴ تا ۱۹۱۵ میلادی مستعمره امپراتوری آلمان بود. در پی شکست آلمان در جنگ جهانی اول، بریتانیا بر این سرزمین دست‌یافت و سرانجام در ۱۹۹۰ میلادی اینجا با نام نامیبیا به استقلال رسید. مساحت آفریقای جنوب باختری ۹۲۹٬۱۰۰ کیلومتر مربع -یعنی دو برابر خاک امپراتوری آلمان آن زمان- بود.

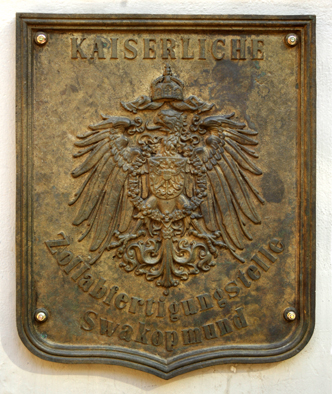

نشانه‌های حضور آلمان‌ها در نامیبیا همچنان باقی‌است. جاهای بسیاری نام آلمانی دارند. ۳۰ هزار تن آلمانی‌تبار در نامیبیا می‌زیند و رادیو و روزنامه هم دارند. همچنین زبان آلمانی هم استفادهٔ گسترده‌ای در این کشور دارد.